# 6416 Nyukasayama
6416 Nyukasayama è un asteroide della fascia principale. Scoperto nel 1993, presenta un'orbita caratterizzata da un semiasse maggiore pari a 3,0833400 UA e da un'eccentricità di 0,1468622, inclinata di 1,68815° rispetto all'eclittica.